# Memory of a Free Festival
Singles de David Bowie
The Prettiest Star
(mars 1970) Holy Holy
(janvier 1971)
Memory of a Free Festival est une chanson de David Bowie. Elle a paru en 1969 sur l'album Space Oddity avant d'être réenregistrée l'année suivante pour être éditée en 45 tours.

## Histoire

### Première version
Le biographe de Bowie David Buckley décrit Memory of a Free Festival comme « une sorte de reprise trippante de Sympathy for the Devil des Rolling Stones, mais avec des paroles plus joyeuses ». Il s'agit d'un hommage au Free Festival, un festival gratuit organisé par l'Arts Lab de Beckenham au parc de Croydon Road Recreation Ground le 16 août 1969. Sur le dernier tiers du morceau, les choristes répètent en boucle la phrase « The sun machine is going down and we're gonna have a party, ha-ha-ha ».
La version originale de Memory of a Free Festival est enregistrée les 8 et 9 septembre 1969 pour l'album Space Oddity. David Bowie joue d'un orgue électronique (chord organ (en)) pour enfants de marque Rosedale, acheté dans un supermarché Woolworths (en), pour rappeler le son de l'harmonium d'Ivor Cutler. D'après le producteur Tony Visconti, le chanteur « a toujours peiné à jouer de l'orgue et à chanter la première partie de la chanson ».

### Deuxième version
Mercury Records, la maison de disques de Bowie, considère que Memory of a Free Festival a davantage de chances de succès que The Prettiest Star, éditée en single en mars 1970. Le chanteur retourne donc en studio avec Visconti en mars-avril 1970 pour retravailler la chanson. Compte tenu de sa longueur (plus de sept minutes), ils décident de la réenregistrer pour que ses deux moitiés puissent apparaître séparément sur les deux faces d'un 45 tours. Sur cette nouvelle version, Bowie joue encore de l'orgue Rosedale, mais il adopte un son plus rock. Le guitariste Mick Ronson y fait sa première apparition aux côtés du chanteur. Cette deuxième version inclut également un synthétiseur Moog joué par le producteur de musique classique Ralph Mace.
Sorti aux États-Unis en juin 1970, le single est un échec commercial et ne s'écoule qu'à quelques centaines d'exemplaires. Il rencontre le même sort au Royaume-Uni.
Les deux parties de la version single de Memory of a Free Festival apparaissent dans les bonus des rééditions de Space Oddity parues en 1990 et 2009, ainsi que dans le coffret Five Years (1969–1973) sorti en 2015. Une version enregistrée pour l'émission de la BBC The Sunday Show le 5 février 1970 figure sur l'album Bowie at the Beeb.

### Postérité
En 1990, le groupe de musique électronique britannique E-Zee Possee (en) publie le single The Sun Machine, qui reprend le refrain final de Memory of a Free Festival sur fond de house music. Quelques années plus tard, en 1998, Dario G (en) utilise un échantillon de la voix de Bowie pour son single dance Sunmachine, qui se classe dans le Top 20 des ventes au Royaume-Uni.

## Fiche technique

### Titres
Toutes les chansons sont écrites et composées par David Bowie.
| No | Titre                              | Durée |
| -- | ---------------------------------- | ----- |
| 1. | Memory of a Free Festival (Part 1) | 3:59  |
| 2. | Memory of a Free Festival (Part 2) | 3:31  |

### Interprètes
- Première version :
  - David Bowie : chant, guitare acoustique, orgue électrique Rosedale, chœurs
  - Keith Christmas (en) : guitare acoustique
  - Tim Renwick : guitare électrique
  - Mick Wayne : guitare électrique
  - John Lodge : basse
  - John Cambridge : batterie
  - Marc Bolan, Bob Harris, Sue Harris, Tony Woolcott, fille inconnue : chœurs[6]

- Deuxième version :
  - David Bowie : chant, guitare acoustique, orgue électrique Rosedale
  - Mick Ronson : guitare électrique, chœurs
  - Tony Visconti : basse, chœurs, production
  - John Cambridge : batterie
  - Ralph Mace : Moog[7]